# Leave Me Alone
Leave Me Alone är en rocklåt inspelad och framförd av Hanna Pakarinen. Låten vann den finska uttagningen till Eurovision Song Contest 2007 i Helsingfors. Bidraget är det första och hittills enda finländska bidrag som tävlat på hemmaplan i Eurovisionsschlagerfestivalen. Låten slutade på sjuttonde plats med sammanlagt 53 poäng.
Den 2 juni 2007 tog låten över förstaplatsen på den svenska Trackslistan.

## Listor
| Lista (2007)                            | Topplacering |
| --------------------------------------- | ------------ |
| Finland (Finländska nerladdningslistan) | 11           |
| Storbritannien                          | 122          |
| Sverige (Svenska singellistan)          | 8            |
| Sverige Trackslistan                    | 1            |

### Fotnoter
1. ↑  ”Finnish Official Download Chart”. Arkiverad från originalet den 28 juli 2011. https://web.archive.org/web/20110728142957/http://www.latauslista.fi/osta/hanna+pakarinen/leave+me+alone#. Läst 5 maj 2011.
2. ↑  UK Singles Chart
3. ↑  ”Listplacering”. http://swedishcharts.com/showitem.asp?interpret=Hanna+Pakarinen&titel=Leave+Me+Alone&cat=s. Läst 5 maj 2011.